# Jerry London
Pour les articles homonymes, voir London.
Jerry London est un réalisateur, producteur et monteur américain né le 21 janvier 1947 à Los Angeles, Californie.

## Filmographie

### Comme réalisateur
- 1968 : Hawaï police d'État (Hawaii Five-O) (série télévisée)
- 1969 : Docteur Marcus Welby (Marcus Welby, M.D.) (série télévisée)
- 1970 : The Partridge Family (série télévisée)
- Jusqu'en 1971 : Papa Schultz (série télévisée)
- 1972 : The Paul Lynde Show (série télévisée)
- 1973 : Here We Go Again (série télévisée)
- 1973 : Police Story (série télévisée)
- 1973 : Kojak (Kojak) (série télévisée)
- 1974 : L'Homme qui valait trois milliards (The Six Million Dollar Man) (série télévisée)
- 1974 : Killdozer! (en) (TV)
- 1974 : Ma and Pa (TV)
- 1974 : Petrocelli (série télévisée)
- 1974 : Harry O (série télévisée)
- 1975 : Joe Forrester (Joe Forrester) (série télévisée)
- 1975 : Switch (Switch) (série télévisée)
- 1976 : Super Jaimie (The Bionic Woman) (série télévisée)
- 1976 : McNaughton's Daughter (TV)
- 1976 : Delvecchio (série télévisée)
- 1977 : The Feather and Father Gang (série télévisée)
- 1977 : The World of Darkness (TV)
- 1977 : Cover Girls (en) de Jerry London (TV)
- 1978 : Escapade (TV)
- 1978 : Wheels (feuilleton TV)
- 1978 : Evening in Byzantium (TV)
- 1979 : Women in White (TV)
- 1980 : Swan Song (TV)
- 1980 : Shogun (feuilleton TV)
- 1980 : Father Figure (TV)
- 1981 : Chicago Story (TV)
- 1981 : The Ordeal of Bill Carney (TV)
- 1982 : The Gift of Life (TV)
- 1983 : La Pourpre et le Noir (The Scarlet and the Black) (TV)
- 1983 : Hôtel (TV)
- 1983 : Chroniques policières (en) (Chiefs) (feuilleton TV)
- 1984 : Ellis Island, les portes de l'espoir (Ellis Island) (feuilleton TV)
- 1985 : MacGruder and Loud (TV)
- 1986 : Si c'était demain (If Tomorrow Comes) (feuilleton TV)
- 1986 : Dark Mansions (TV)
- 1986 : À la poursuite de Claude Dallas (Manhunt for Claude Dallas) (TV)
- 1987 : La Main jaune (Harry's Hong Kong) (TV)
- 1987 : Assistance à femme en danger (Rent-a-Cop)
- 1988 : Dernier Voyage en Malaisie (Dadah Is Death) (TV)
- 1989 : Kiss Shot (TV)
- 1989 : The Haunting of Sarah Hardy (TV)
- 1990 : Dream On (Dream On) (série télévisée)
- 1990 : Retour pour l'honneur (Vestige of Honor) (TV)
- 1991 : A Season of Giants (TV)
- 1991 : Le Piège du désir (Victim of Love) (TV)
- 1992 : Le Triangle noir (Grass Roots) (TV)
- 1992 : Au cœur du mensonge (Calendar Girl, Cop, Killer? The Bambi Bembenek Story) (TV)
- 1993 : A Twist of the Knife (TV)
- 1993 : Preuve d'amour (Labor of Love: The Arlette Schweitzer Story) (TV)
- 1993 : Diagnostic : Meurtre (Diagnosis Murder) (série télévisée)
- 1994 : The Cosby Mysteries (TV)
- 1994 : I Spy Returns (TV)
- 1994 : La Vie à tout prix (Chicago Hope) (série télévisée)
- 1994 : The Cosby Mysteries (série télévisée)
- 1995 : A Mother's Gift (TV)
- 1996 : En souvenir de Caroline (A Promise to Carolyn) (TV)
- 1996 : Le Mensonge de Noël (Christmas in My Hometown) (TV)
- 1997 : Stolen Women, Captured Hearts (TV)
- 1997 : Get to the Heart: The Barbara Mandrell Story (TV)
- 1997 : L'Espoir de Noël (I'll Be Home for Christmas) (TV)
- 1998 : La Beauté de l'âme (Beauty) (TV)
- 1999 : Compte à rebours pour un père (As Time Runs Out) (TV)
- 2000 : John Denver, une passion, une vie (Take Me Home: The John Denver Story) (TV)
- 2001 : Docteur Quinn, femme médecin (TV)
- 2001 : Le Protecteur (The Guardian) (série télévisée)
- 2003 : Croisière à haut risque (Counterstrike) (TV)

### Comme producteur
- 1968 : Doris Day comédie (The Doris Day Show) (série télévisée)
- 1981 : The Ordeal of Bill Carney (TV)
- 1982 : The Gift of Life (TV)
- 1983 : Hotel (TV)
- 1984 : With Intent to Kill (TV)
- 1986 : Dark Mansions (TV)
- 1986 : À la poursuite de Claude Dallas (Manhunt for Claude Dallas) (TV)
- 1987 : La Main jaune (en) (Harry's Hong Kong) (TV)
- 1987 : Family Sins (TV)
- 1988 : Dernier Voyage en Malaisie (Dadah Is Death) (TV)
- 1989 : Kiss Shot (TV)
- 1989 : The Haunting of Sarah Hardy (TV)